# Sázava (Vysočina)
Sázava é uma comuna checa localizada na região de Vysočina, distrito de Žďár nad Sázavou.